# Stéphane Goulet
Pour les articles homonymes, voir Goulet.
Stéphane Goulet (né le 7 janvier 1986 à Saint-Gervais, Québec au Canada) est un joueur professionnel canadien de hockey sur glace.

## Carrière de joueur
Après sa première saison junior avec les Remparts de Québec, il fut sélectionné par les Oilers d'Edmonton lors du repêchage de 2004. Au cours de l'été qui suivit, il passa aux mains des Wildcats de Moncton. Il y passa deux saisons, participant au tournoi de la Coupe Memorial. Son équipe perdit la finale aux mains de son ancienne équipe, les Remparts.
Par la suite, il fit le saut chez les professionnels avec le Thunder de Stockton de l'East Coast Hockey League. Au cours de cette même saison, il joua aussi quelques parties avec les Griffins de Grand Rapids de la Ligue américaine de hockey.
Il poursuit sa carrière avec les Falcons de Springfield (LAH) et avec les Condors de Bakersfield (ECHL).
Après avoir passé une saison avec le ETC Crimmitschau de la 2. Bundesliga, il signe le 24 mai 2012 un contrat d’une saison avec le Cool FM 103,5 de Saint-Georges de la Ligue nord-américaine de hockey.
En janvier 2013, il signe un contrat avec les White Hawks de Frederikshavn IK de l'AL-Bank ligaen (Danemark)
.
Le 17 juin 2013 il fait un retour avec le Cool FM 103,5 de Saint-Georges.

## Statistiques
| Saison    | Équipe                          | Ligue          |    | Saison régulière | Saison régulière | Saison régulière | Saison régulière | Saison régulière |   | Séries éliminatoires | Séries éliminatoires | Séries éliminatoires | Séries éliminatoires | Séries éliminatoires |
| Saison    | Équipe                          | Ligue          | PJ | B                | A                | Pts              | Pun              | PJ               | B | A                    | Pts                  | Pun                  |                      |                      |
| 2003-2004 | Remparts de Québec              | LHJMQ          | 54 | 6                | 8                | 14               | 14               | 5                | 0 | 0                    | 0                    | 2                    |                      |                      |
| 2004-2005 | Wildcats de Moncton             | LHJMQ          | 69 | 22               | 25               | 47               | 37               | 12               | 3 | 7                    | 10                   | 12                   |                      |                      |
| 2005-2006 | Wildcats de Moncton             | LHJMQ          | 67 | 51               | 42               | 93               | 80               | 13               | 7 | 8                    | 15                   | 16                   |                      |                      |
| 2006      | Wildcats de Moncton             | Coupe Memorial | -  | -                | -                | -                | -                | 5                | 2 | 2                    | 4                    | 2                    |                      |                      |
| 2006-2007 | Griffins de Grand Rapids        | LAH            | 2  | 0                | 0                | 0                | 2                | -                | - | -                    | -                    | -                    |                      |                      |
| 2006-2007 | Thunder de Stockton             | ECHL           | 69 | 17               | 23               | 40               | 58               | 5                | 0 | 1                    | 1                    | 2                    |                      |                      |
| 2007-2008 | Falcons de Springfield          | LAH            | 36 | 9                | 5                | 14               | 22               | -                | - | -                    | -                    | -                    |                      |                      |
| 2007-2008 | Thunder de Stockton             | ECHL           | 12 | 4                | 10               | 14               | 10               | 6                | 5 | 4                    | 9                    | 0                    |                      |                      |
| 2008-2009 | Falcons de Springfield          | LAH            | 18 | 1                | 3                | 4                | 6                | -                | - | -                    | -                    | -                    |                      |                      |
| 2008-2009 | Thunder de Stockton             | ECHL           | 12 | 3                | 6                | 9                | 18               | -                | - | -                    | -                    | -                    |                      |                      |
| 2009-2010 | Condors de Bakersfield          | ECHL           | 68 | 29               | 40               | 69               | 78               | 9                | 4 | 1                    | 5                    | 2                    |                      |                      |
| 2010-2011 | Condors de Bakersfield          | ECHL           | 67 | 28               | 32               | 60               | 52               | 4                | 2 | 0                    | 2                    | 4                    |                      |                      |
| 2011-2012 | ETC Crimmitschau                | 2. Bundesliga  | 48 | 18               | 27               | 45               | 40               | -                | - | -                    | -                    | -                    |                      |                      |
| 2012-2013 | Cool FM 103,5 de Saint-Georges  | LNAH           | 21 | 11               | 8                | 19               | 21               | -                | - | -                    | -                    | -                    |                      |                      |
| 2012-2013 | White Hawks de Frederikshavn IK | AL-Bank ligaen | 6  | 1                | 2                | 3                | 4                | 16               | 8 | 1                    | 9                    | 10                   |                      |                      |
| 2013-2014 | Cool FM 103,5 de Saint-Georges  | LNAH           | 32 | 18               | 21               | 39               | 24               | 1                | 0 | 0                    | 0                    | 0                    |                      |                      |
| 2014-2015 | Cool FM 103,5 de Saint-Georges  | LNAH           | 33 | 14               | 16               | 30               | 12               | 7                | 2 | 7                    | 9                    | 6                    |                      |                      |
| 2015-2016 | Cool FM 103,5 de Saint-Georges  | LNAH           | 24 | 6                | 13               | 19               | 16               | -                | - | -                    | -                    | -                    |                      |                      |
| 2016-2017 | Assurancia de Thetford          | LNAH           | 17 | 7                | 2                | 9                | 6                | 4                | 1 | 1                    | 2                    | 8                    |                      |                      |
| 2017-2018 | Éperviers de Saint-Charles      | LHCS           | 18 | 17               | 18               | 35               | 12               | 3                | 1 | 2                    | 3                    | 2                    |                      |                      |
| 2018-2019 | Éperviers de Saint-Charles      | LHCS           | 4  | 2                | 1                | 3                | 2                | 1                | 0 | 0                    | 0                    | 0                    |                      |                      |

## Trophées et honneurs personnels
- 2005-2006 : remporte la Coupe du président de la Ligue de hockey junior majeur du Québec et participe à la Coupe Memorial avec les Wildcats de Moncton.